# Green eMotion

Green eMotion Projekt Logo

Green eMotion ist ein auf vier Jahre angelegtes EU-Projekt zur Förderung der Elektromobilität in Europa, das am 31. März 2011 in Brüssel offiziell gestartet wurde.

## Einordnung und Ziele
Das Projekt wird mit insgesamt 24 Mio. € von der EU-Kommission gefördert. Laut EU-Verkehrskommissar Siim Kallas soll Green eMotion die laufenden regionalen und nationalen Initiativen zur Elektromobilität verknüpfen, ihre Ergebnisse nutzen und die verschiedenen technologischen Ansätze vergleichen, um die bestmöglichen Lösungen für den europäischen Markt zu fördern. Die Plattform wird den verschiedenen Akteuren die Interaktion ermöglichen und neue hochwertige Transport-Dienstleistungen genauso vorantreiben wie bequeme Zahlungssysteme für die Nutzer von Elektrofahrzeugen. So will die Kommission den Start des Massenmarkts für Elektrofahrzeuge in der EU vorbereiten. In ausgewählten Demoregionen untersuchen 43 Projektpartner, darunter Industrie- und Automobilunternehmen, Stromversorger, Stadtverwaltungen und Universitäten sowie Prüf- und Forschungseinrichtungen, die Bedingungen dazu. Green eMotion ist Teil der Transport 2050 Roadmap, eines EU-Strategiepapiers, das eine Reduzierung der Kohlenstoffdioxid-Emissionen im Straßenverkehr um 60 % bis 2050 anstrebt.

## Das Projekt
Im Rahmen des Projekts Green eMotion erforschen die Projektpartner, welche Voraussetzungen erfüllt sein müssen, um einen reibungslosen, grenzüberschreitenden Verkehr mit Elektrofahrzeugen im Straßenverkehr zu realisieren. Die Initiative arbeitet dabei vor allem an der Entwicklung europaweit einheitlicher Prozesse, Standards und IT-Lösungen: Diese sollen die Voraussetzung dafür schaffen, dass die Nutzer von Elektrofahrzeugen in ganz Europa einen unkomplizierten Zugang zu Ladeinfrastrukturen und den damit verbundenen Dienstleistungen erhalten. So sind wesentliche Schwerpunkte der Arbeit neben der Anschlusstechnik und der Kompatibilität mit den jeweiligen Ladestationen auch wirtschaftliche Fragen, etwa die der problemlosen Abrechnung von Ladevorgängen mit unterschiedlichen Stromversorgern oder Netzbetreibern innerhalb der beteiligten Länder, auch über Grenzen hinweg.
Die im Projekt definierten Demoregionen verfügten Ende 2011 insgesamt über mehr als 2.500 Ladesäulen im praktischen Betrieb und ermöglichen so eine repräsentative Datenerhebung. Green eMotion fasst die Erfahrungen der bisherigen lokalen Ansätze einzelner Demoregionen in einem übergreifenden europäischen Modellversuch zusammen, um die Rahmenbedingungen für grenzübergreifende Elektromobilität zu prüfen. Hinzu kommt, dass bei Green eMotion nicht nur die Nutzungsmöglichkeiten von ePKWs erforscht werden, sondern auch der Einsatz von Zweirädern und Bussen, sowohl rein elektrisch angetriebenen als auch als Hybridfahrzeug.

## Die Green eMotion-Demoregionen
Die Demoregionen des Projekts untersuchen unterschiedliche Aspekte der Elektromobilität in Europa. Dazu zählen etwa Untersuchungen zum Nutzerverhalten, aber auch die Entwicklung von Vorschlägen für Richtlinien und Entscheidungsgrundlagen für politische Mandatsträger. Darüber hinaus werden ebenso organisatorische und technische Details wie unterschiedliche Fahrzeugtypen (rein elektrisch angetriebene Pkws, Busse und Zweirädern, aber auch Hybridfahrzeuge) in die Betrachtung einbezogen. Außerdem dienen die Demoregionen der praktischen Erprobung ganz unterschiedlicher Aspekte der Elektromobilität, etwa des Batterietauschs, des Ladens mit Gleichstrom sowie der Einbindung in intelligente Stromnetze.
Die Green eMotion-Demoregionen:

### Kopenhagen/Bornholm/Malmö
Forschungsschwerpunkte: Batterietausch, grenzüberschreitender Verkehr, bis zu 4.500 Ladestationen und bis zu 3.500 Fahrzeuge, Forschung zu Verbesserung der Batterielebensdauer

### Straßburg
Forschungsschwerpunkte: Plug-in-Hybrid-Fahrzeuge, 100 Ladestationen, grenzüberschreitende Verbindungen mit Karlsruhe/Stuttgart

### Karlsruhe/Stuttgart
Forschungsschwerpunkte: Smart Grid-Eigenschaften, optimiertes bidirektionales Laden; grenzüberschreitende Verbindungen mit Straßburg

### Berlin
Forschungsschwerpunkte: Größtes integriertes E-Mobilitätsprojekt weltweit, um Geschäftsmodelle und Kundenverhalten zu erforschen, 3.600 Ladestationen

### Irland (Dublin, Cork)
Forschungsschwerpunkte: Gleichstrom-Ladestationen, Ladestromabrechnung bei freier Wahl des Stromlieferanten, rund 2.000 Fahrzeuge und 3.500 Ladestationen

### Madrid/Ataun
Forschungsschwerpunkte: Smart Grid-Integration und Integration erneuerbarer Energiequellen zur Stromerzeugung (integration of renewable energy sources, RES)

### Barcelona/Málaga
Forschungsschwerpunkte: Bürger-Servicebüro Elektromobilität, e-Bikes
Besonderheiten: Eingliederung in ein Smart-City-Konzept, Building-to-Grid (B2G), Gebäude sollen in Smart Grids unterstützt durch Gebäudeleittechnik und Informationstechnologie ihre bislang ungenutzten Freiheitsgrade (verschiebbare Lasten, Lastabwurf, Teillastbetrieb etc.) nutzen, um den Netzbetrieb zu optimieren, Gleichstrom-Ladestationen.

### Italien (Rom, Pisa)
Forschungsschwerpunkte: Systemansatz, mit dem Benutzerschnittstellen und Abrechnungssysteme entwickelt werden, 400 Ladestationen.